# Kowloon
Kowloon este un oraș din China.Are populatia pana in 3.000.000 de locuitori.. 

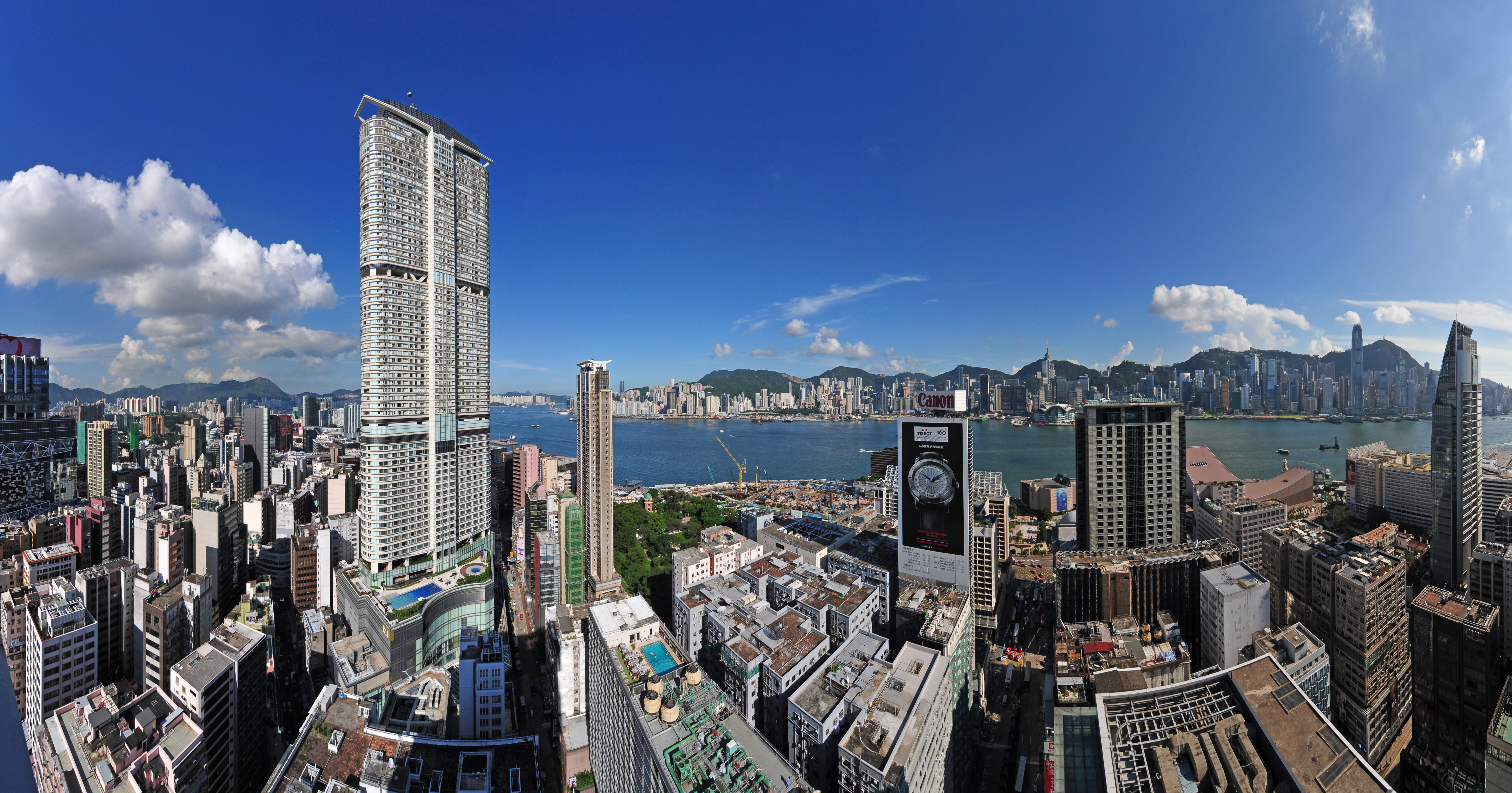
Kowloon, Hongkong Island

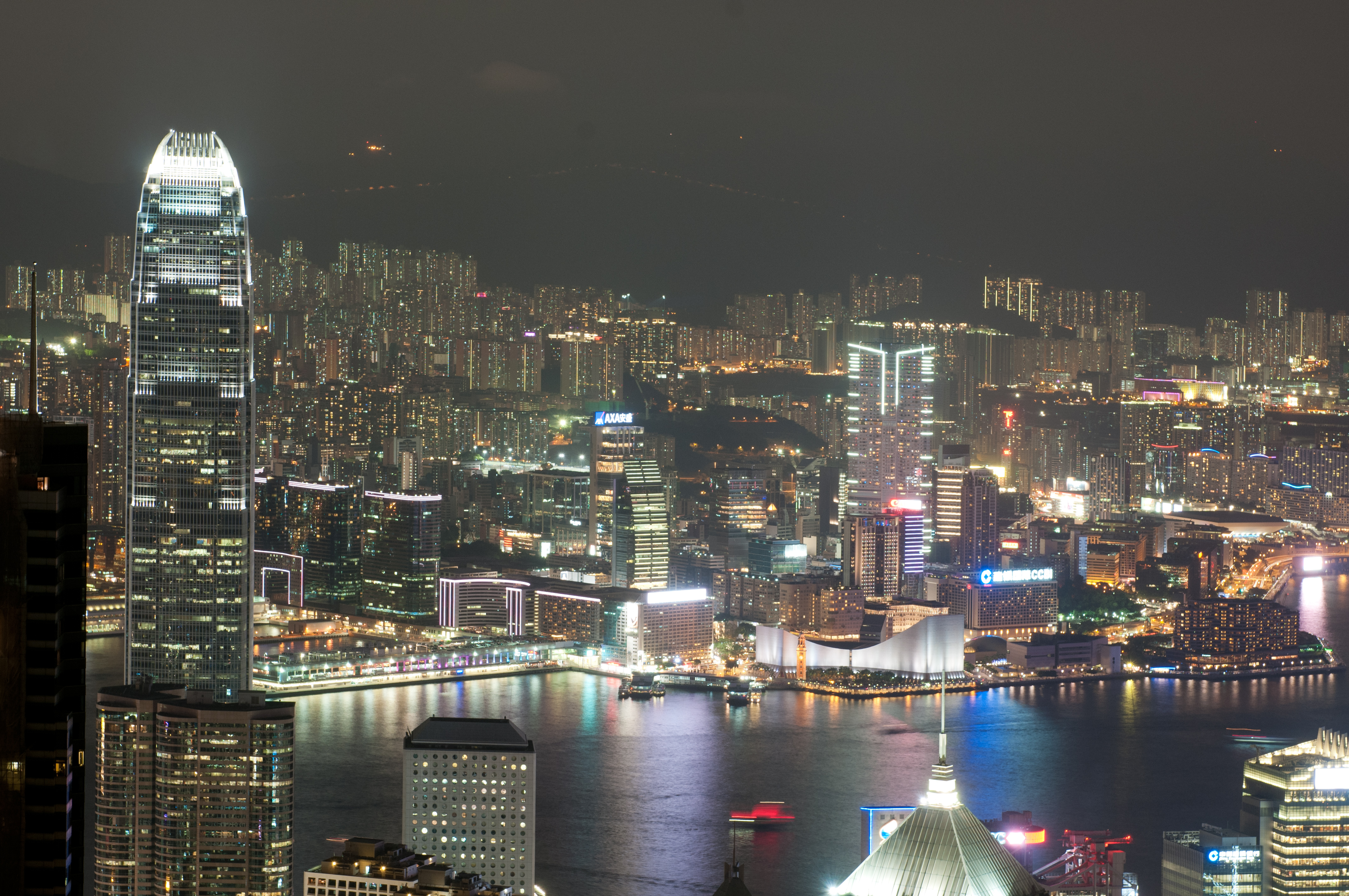
Kowloon

Localizat în imediata vecinătate a Hong Kong-ului, Kowloon a fost vreme de ani buni un oraș guvernat de anarhie. În 1948, autoritățile britanici și chineze au decis ca orașul să fie tăiat de la orice formă de serviciu guvernamental, incluzând alimentarea cu apă și electricitate, serviciile poștale și cele de protecție asigurate de poliție. Spre suprinderea tuturor, Kowloon nu a devenit un oraș părăsit, ci a prosperat timp de 30 de ani în condiții de anarhie.
Având o suprafață de numai 0,02 kilometri pătrați, Kowloon a ajuns la o populație de aproximativ 33.000 de persoane. Asta a însemnat cea mai dens populată zonă de pe Terra din istoria Terrei. Clădiri cu 12 etaje fără vreo aprobare urbanistică apăreau aproape peste noapte, iar bordelurile și casino-urile erau ceva obișnuit, în condițiile în care nu existau legi. După 30 de ani, China a hotărât să dărâme orașul, construind în locul său un parc.